# Прокудское
Прокудское — село в Коченёвском районе Новосибирской области России. Административный центр Прокудского сельсовета.

## География
Площадь села — 347 гектаров.

## История
Основано в 1726 году. В 1928 году состояло из 564 хозяйств, основное население — русские. В административном отношении являлось центром Прокудского сельсовета Бугринского района Новосибирского округа Сибирского края.
Согласно справочной книге по Томской Епархии за 1914 год в с. Прокудском была деревянная однопрестольная церковь во имя святых первоверховных апостолов Петра и Павла (построена в 1900 году). Состав прихода: с. Прокудское Томского уезда и дер. Алексеевская в 12 верстах. Прихожан — 3249 человек.
В селе Прокудском было две школы: 1 двухклассная и 1 одноклассная, а также в дер. Алексеевке 1 одноклассная церковно-приходская школа.
Благочинный — священник Василий Дмитриевич Нигровский, окончил курс в Томской Духовной семинарии; на службу поступил и рукоположен во священника 11 августа 1902 года; на настоящем месте — с 1906 года (данные за 1914 год). И.д. псаломщика — Димитрий Павлович Мещеряков — с 1 декабря 1912 года.

## Население
| 1926 | 1979  | 2002  | 2007  | 2010  | 2021  |
| ---- | ----- | ----- | ----- | ----- | ----- |
| 3044 | ↗5348 | ↗6122 | ↗6239 | ↘5991 | ↘5961 |

## Инфраструктура
В селе по данным на 2007 год функционируют 1 учреждение здравоохранения и 2 учреждения образования.